# Victoria Pratt

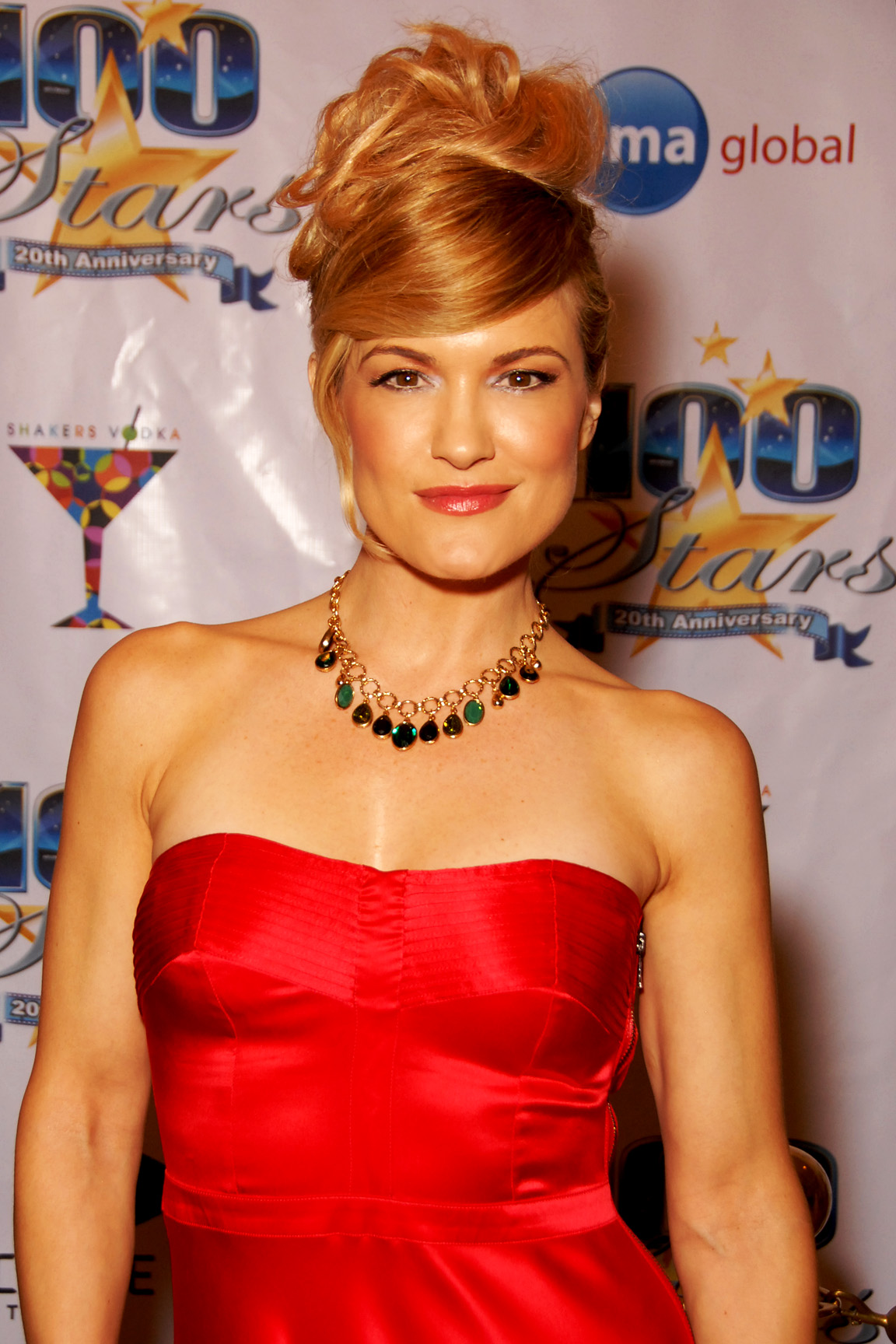
Pratt in Beverly Hills (2010)

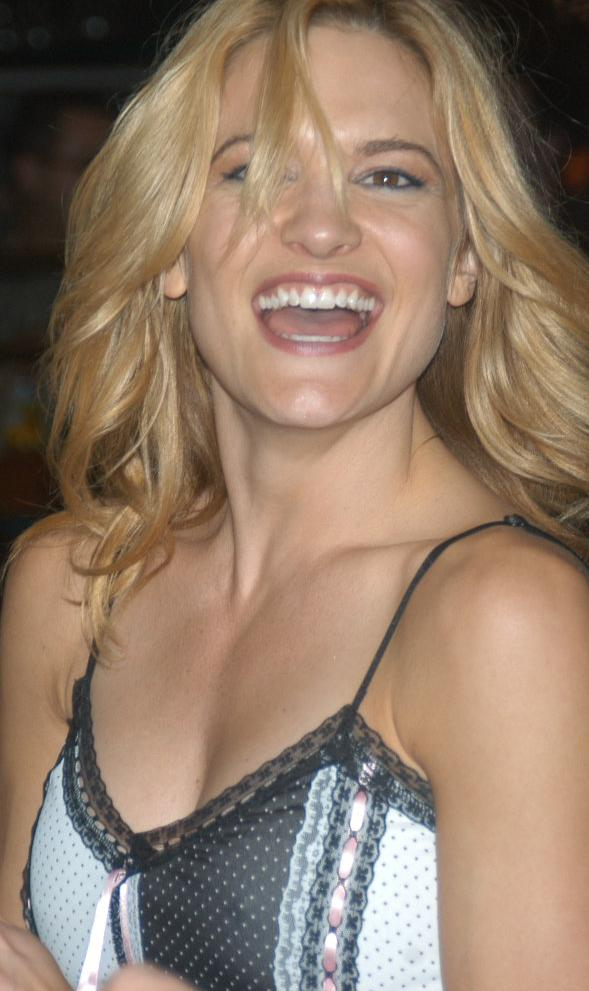
Victoria Pratt (2005)

Victoria Ainsle Pratt (* 18. Dezember 1970 in Chesley, Ontario; auch bekannt als Vicky Pratt) ist eine kanadische Schauspielerin und Autorin. Sie hat zuvor als Fitness-Model gearbeitet.

## Leben
Pratt hat einen Summa-cum-laude-Abschluss in Bewegungswissenschaft von der York University in Toronto. Sie arbeitete dort in einem Testlabor und untersuchte Athleten von Teams wie Toronto Maple Leafs, Winnipeg Jets und San Jose Sharks. Sie bekam ein Stipendium angeboten für ein Physiotherapie-Masterstudium an der Universität von Toronto, lehnte dieses jedoch ab.
Vor allem in den 1990er Jahren war Pratt aufgrund ihrer Schönheit und ihres durchtrainierten Körpers ein gefragtes Fotomodell und erschien in zahlreichen Fitness- und Bodybuilding-Magazinen. Sie ist auch Co-Autorin eines Buches über Bodybuilding und Fitnesstraining, das sie zusammen mit einem ihrer ehemaligen Professoren schrieb.
Später begann Pratt Schauspielunterricht in Toronto zu nehmen. Erste Rollen erhielt sie 1998, beispielsweise in der Science-Fiction-TV-Show Once a Thief (als Jackie Janczyk), Cleopatra 2525 (als Sarge) und Mutant X (als Shalimar Fox). Im Jahr 2004 wurde sie für Mutant X in der Kategorie Beste Nebendarstellerin einer Fernsehserie für einen Saturn Award nominiert.
Pratt besitzt einen blauen Gürtel in Shōtōkan Karate und ist auch Kickboxerin. Im Oktober 2000 heiratete sie den Regisseur T. J. Scott. Das Paar trennte sich vor 2016, die Ehe wurde geschieden. 2015 veröffentlichte sie den Roman Double Down. Am 12. Oktober 2019 heiratete sie den Country-Sänger Trace Adkins.

## Filmografie (Auswahl)
- 1996: Go for It! (Fernsehserie)
- 1998: John Woo’s Die Unfassbaren (Once a Thief, Fernsehserie, 8 Folgen)
- 1998: Xena – Die Kriegerprinzessin (Xena: Warrior Princess, Fernsehserie, Folge 4x01–4x02)
- 1998: Legacy – Tödlicher Einsatz in Manila (Legacy)
- 1998: Whatever It Takes
- 1999: Forbidden Island (Fernsehserie, Folge 1x01)
- 2000: First Wave – Die Prophezeiung (First Wave, Fernsehserie, Folge 2x21)
- 2000: Road Trip in die Hölle (Blacktop, Fernsehfilm)
- 2000–2001: Cleopatra 2525 (Fernsehserie, 28 Folgen)
- 2001–2004: Mutant X (Fernsehserie, 66 Folgen)
- 2002: The Mallory Effect
- 2005: Die falsche Mutter (Hush, Fernsehfilm)
- 2005: Murder at the Presidio (Fernsehfilm)
- 2005: Mayday – Katastrophenflug 52 (Mayday, Fernsehfilm)
- 2005: The House Of The Dead 2 (Fernsehfilm)
- 2006: Comedy Hell
- 2006: Deadly Water
- 2006: Kraken: Tentacles of the Deep (Fernsehfilm)
- 2006: Her Fatal Flaw (Fernsehfilm)
- 2006–2007: Day Break (Fernsehserie, 13 Folgen)
- 2007: Hush Little Baby (Fernsehfilm)
- 2007: What Love Is
- 2007: Brotherhood of Blood
- 2007: Ghost Whisperer – Stimmen aus dem Jenseits (Ghost Whisperer, Fernsehserie, Folge 3x06)
- 2008: Die Reise zum Mittelpunkt der Erde (The Journey to the Center of the Earth, Fernsehfilm)
- 2008: Moonlight (Fernsehserie, Folge 1x13)
- 2008: Life (Fernsehserie, Folge 2x09)
- 2009: CSI: Den Tätern auf der Spur (CSI: Crime Scene Investigation, Fernsehserie, Folge 9x11)
- 2009: Cold Case – Kein Opfer ist je vergessen (Cold Case, Fernsehserie, Folge 6x18)
- 2010: Navy CIS (NCIS, Fernsehserie, Folge 7x13)
- 2010: Monster Worms – Angriff der Monsterwürmer (Mongolian Death Worm)
- 2011: Lie to Me (Fernsehserie, Folge 3x10)
- 2011: Your Love Never Fails
- 2012: Soda Springs
- 2012: Gabe the Cupid Dog
- 2012: Christmas Twister (Fernsehfilm)
- 2012: A Nanny’s Revenge (Fernsehfilm)
- 2013: Castle (Fernsehserie, Folge 5x10 Bessere Hälften)
- 2013: Dracano
- 2014: A Daughter’s Nightmare (Fernsehfilm)
- 2014: Death Valley
- 2014–2019: Heartland – Paradies für Pferde (Heartland, Fernsehserie, 25 Folgen)
- 2015: June
- 2015: Deadly Pursuit
- 2015: Patient Killer
- 2015: La Migra
- 2016, 2020: Hawaii Five-0 (Fernsehserie, 2 Folgen)
- 2016: The Last Heist
- 2016: Turbulence
- 2017: Campus Caller (Fernsehfilm)
- 2017: Precious Things (Fernsehfilm)
- 2017: Cops and Robbers
- 2018: Lazer Team 2
- 2018: Caught (Fernsehserie, 2 Folgen)
- 2021: Apache Junction
- 2022: Desperate Riders
- 2023: Among Wolves